# Teatrul Municipal „Maior Gheorghe Pastia” din Focșani
Teatrul Municipal „Maior Gheorghe Pastia” din Focșani este o instituție publică culturală, aflată în subordinea Consiliului Județean Vrancea. Clădirea Teatrului este înscrisă în Lista monumentelor istorice, având codul  VN-II-m-A-06462.

## Istoricul clădirii
Construcția teatrului a fost realizată la inițiativa maiorului în rezervă Gheorghe Pastia care a donat 570.000 de lei pentru executarea lucrărilor de construcție și de amenajare interioară, terenul fiind pus la dispoziție gratuit de municipalitatea orașului Focșani. Condiția principală cu care maiorul Pastia a realizat donația a fost ca teatrul să poarte veșnic inscripția Teatrul „Maior Gheorghe Pastia”.
O comisie condusă de arhitectul Ion Mincu, actorul Constantin Nottara și Gheorghe Băicoianu a judecat cele patru proiecte ce participau la concurs, alegând lucrarea arhitecților Constantin Ciogolea și Simion Vasilescu.
Lucrările pentru construcția clădirii au început în anul 1909, piatra fundamentală fiind pusă la 11 septembrie 1909, iar inaugurarea făcându-se pe 22 noiembrie 1913 cu spectacolul Fântâna Blanduziei de Vasile Alecsandri, în montarea Companiei Dramatice a Teatrului Național din Iași, aflată sub conducerea lui Mihail Sadoveanu.
Pentru acoperirea cheltuielilor de funcționare a teatrului, în plus de sumele ce proveneau din încasările realizate la spectacole, Gheorghe Pastia a prevăzut alte două surse:
- crearea Fondului „Maior Gheorghe Pastia”, căruia filantropul focșănean îi lăsa prin testament întreaga sa avere. Acest fond era gestionat de trei efori și trebuia să fie folosit „pentru întreținerea, mărirea și înfrumusețarea teatrului”.
- crearea Ateneului Popular „Maior Gheorghe Pastia”, a cărui construcție a fost realizată cu fondurile donate de maiorul Pastia, veniturile obținute din activitatea acestuia trebuind să servească la mărirea și întreținerea teatrului.

În această clădire au fost susținute spectacole până în anul 1987, când, datorită degradărilor produse de cutremure, activitatea a fost întreruptă. După anul 2000 Primăria orașului Focșani împreună cu Consiliul Județean Vrancea au finanțat lucrările de consolidare și restaurare, teatrul fiind redeschis pe 24 ianuarie 2004.
În memoria ctitorului Teatrului, pe esplanada din fața Teatrului Municipal a fost ridicat bustul în bronz al maiorului Gheorghe Pastia realizat de sculptorul Gabriel Tăicuțu. 

## Trupa Teatrului Municipal Focșani
- Sorin Francu
- Paula Grosu
- Adrian Damian
- Adrian Rădulescu
- Valentin Cotigă
- Cristina Cristian

## Imagini

Teatrul Municipal „Maior Gheorghe Pastia” și esplanada din fața teatrului (fotografie din anul 2001)
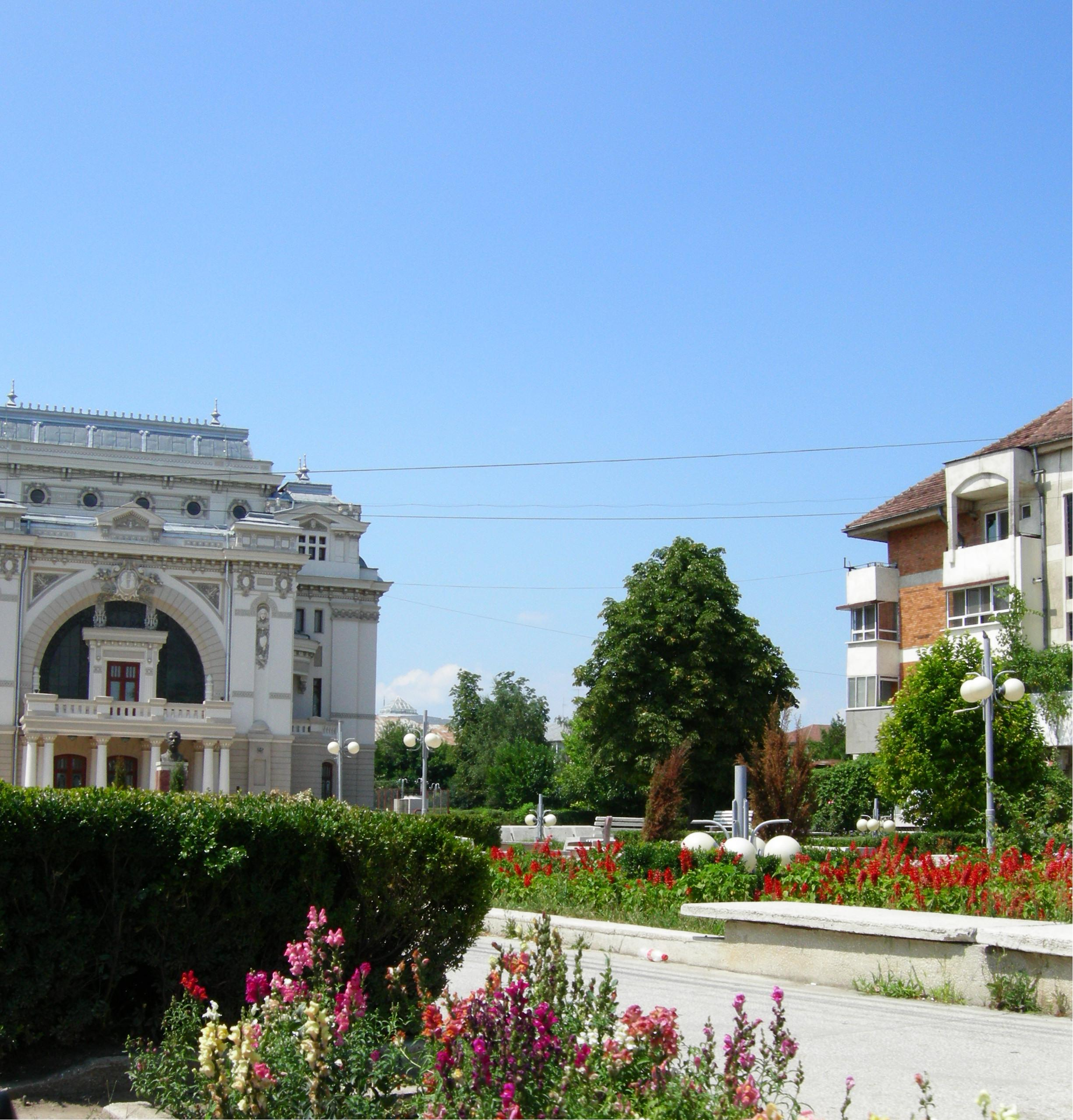
Teatrul Municipal „Maior Gheorghe Pastia”